# Flex-Able
Flex-Able è il primo album solista di Steve Vai, pubblicato nel 1984. Originariamente fu stampato solo su vinile e cassetta e poteva essere solamente ordinato tramite posta.
Presenta molte differenze rispetto ad altri suoi album ed è fortemente influenzato dallo stile di Frank Zappa. Flex-Able non è incentrato sullo shred, aspetto tipico degli altri lavori di Vai dal 1990 in poi - con l'eccezione di 'Leftovers', una compilation di tracce bonus riprese dalle sue sessioni presso lo  'Stucco Blue'.

## Tracce
1. Little Green Men – 5:39
2. Viv Woman – 3:09
3. Lovers Are Crazy – 5:39
4. Salamanders in the Sun – 2:26
5. The Boy-Girl Song – 4:02
6. The Attitude Song – 3:23
7. Call It Sleep – 5:09
8. Junkie – 7:23
9. Bill's Private Parts – 0:16
10. Next Stop Earth – 0:34
11. There's Something Dead in Here – 3:46
12. So Happy – 2:44
13. Bledsoe Bluvd – 4:22
14. Burnin' Down the Mountain – 4:22
15. Chronic Insomnia – 2:05

Nota: le ultime quattro tracce mancano nella edizione originale in vinile e sono state incluse solo nella edizione su CD. Inoltre sono presenti nell'album Flex-Able Leftovers. Esistono tre versioni con copertine diverse e quattro versioni diverse dell'album.

## Personnel
- Steve Vai – synthesizer, bass, guitar, percussion, piano, electric guitar, keyboards, sitar, vocals, bells, producer, engineer, drum machine, drum programming, design, mixing

Additional Musicians
- Scott Collard – synthesizer, keyboards, Fender Rhodes
- Larry Crane – lyre, xylophone, bells, vibraphone
- Greg Degler – clarinet, flute, saxophone
- Joe Despagni – sound effects
- Laurel Fishman – vocals
- Peggy Foster – bass
- Chris Frazier – drums
- Stuart Hamm – bass, sound effects, vocals, vocals (background)
- Bob Harris – trumpet, vocals (as Irney Rantin)
- Suzannah Harris (as Ursula Rayven) – vocals
- Billy James – percussion, drums
- Paul Lemcke – keyboards
- Pia Maiocco – vocals
- Tommy Mars – violin, keyboards, vocals
- Lill Vai – sound effects
- Chad Wackerman – drums
- Pete Zeldman – percussion, drums

Production
- William Becton – composer
- Aaron Brown – design, illustrations
- John Matousek – mastering
- Mark Pinske – assistant
- Neil Zlozower – photography